# Vid Belec
Vid Belec (Maribor, 6 giugno 1990) è un calciatore sloveno, portiere dell'APOEL e della nazionale slovena.

## Carriera

### Club

#### Gli inizi
Da bambino gioca a tennis, conquistando anche importanti successi giovanili. A 12 anni sceglie definitivamente come sport il calcio e il ruolo di portiere, entra così a far parte del settore giovanile del Maribor, principale club della sua città natale, dove resta per quattro anni e mezzo.

#### Inter
Entrato anche nel giro delle nazionali giovanili della Slovenia, nel dicembre 2006 affronta un provino con l'Inter e viene promosso dall'ex portiere Luciano Castellini. Un mese dopo, il 5 gennaio 2007, entra definitivamente a far parte del gruppo della Primavera nerazzurra, dopo aver giocato alcune partite negli Allievi. Con il passare delle gare si guadagna la maglia da titolare conquistando il campionato e, ad inizio 2008, vince il Torneo di Viareggio. Un suo compagno di squadra nelle giovanili dell'Inter è Rene Krhin, suo amico d'infanzia dai tempi del Maribor.
Nell'estate del 2009 viene aggregato alla prima squadra in occasione del ritiro estivo negli Stati Uniti. Nel corso della stagione alterna allenamenti con la Primavera e la prima squadra, andando a occupare il ruolo di quarto portiere dietro a Júlio César, Francesco Toldo, e Paolo Orlandoni. A fine stagione vince il triplete conquistando campionato, Coppa Italia e Champions League, tuttavia non esordisce mai ufficialmente con la prima squadra.

#### Crotone
Il 6 luglio 2010, molto richiesto sul mercato, passa in prestito al Crotone, club militante in Serie B, per acquisire maggiore esperienza nel calcio italiano, giocando 29 partite in Serie B. All'inizio della stagione non è titolare, ma dopo poche giornate di campionato, in seguito all'infortunio del portiere titolare Emanuele Concetti, esordisce con la nuova squadra giocando da titolare in casa del Torino. La partita termina sul risultato di 1-1. Allenato da Leonardo Menichini, scende in campo dal primo minuto anche nelle successive sei partite di campionato. Dal 13 ottobre non viene più schierato; torna in campo il 4 dicembre in occasione della sconfitta per 3-0 allo stadio Silvio Piola contro il Novara. Da allora è titolare fino alla fine del campionato.
L'8 luglio 2011 viene rinnovato il suo prestito al Crotone. Belec affronta un'altra stagione in Serie B come portiere titolare giocando 21 partite.

#### I ritorni all'Inter e prestiti vari
Torna all'Inter con un ingaggio annuo di 180.000 euro dopo il prestito al Crotone. Esordisce con la prima squadra nerazzurra il 30 agosto 2012 nella gara valida per il play-off qualificazione dell'Europa League contro il Vaslui subentrando ad Antonio Cassano per sostituire l'espulso Luca Castellazzi, subendo i due gol del 2-2 finale. Il 22 novembre viene schierato titolare nella partita in trasferta di Europa League persa 3-0 contro il Rubin Kazan.
Per la stagione 2013-2014 non viene convocato da Walter Mazzarri per il ritiro pre-campionato.
Il 15 luglio 2013 viene ceduto in prestito ai portoghesi dell'Olhanense, squadra di Primeira Liga. Colleziona 16 presenze, ma a fine stagione non viene confermato e fa rientro all'Inter. Viene poi ceduto in prestito ai turchi del Konyaspor Kulübü dove gioca 14 partite di campionato prima di far ritorno all'Inter il 2 febbraio 2015, restando in squadra fino a fine stagione senza collezionare nessuna presenza in partite ufficiali.

#### Carpi
Nell'agosto 2015, rescisso il contratto con i nerazzurri, si trasferisce al Carpi. Il suo esordio in Serie A avviene il 3 ottobre, coincidendo con la prima vittoria dei biancorossi in massima serie (2-1 al Torino). In questa stagione, nonostante alcune incertezze come il gol incassato su calcio d'angolo dall'atalantino Gómez, ottiene il posto da titolare. In 30 presenze subisce 41 reti, tra cui le 3 dalla Lazio alla penultima giornata che - di fatto - costano la retrocessione agli emiliani. Rimasto al Carpi anche dopo la retrocessione, nell'annata 2016-17 sfiora subito la risalita: i biancorossi si arrendono al Benevento nella finale dei play-off, con l'estremo difensore sloveno che incassa da Pușcaș (anch'esso prodotto del vivaio interista) la rete della sconfitta.

#### Benevento, Sampdoria e APOEL
Il 7 luglio 2017 Belec viene acquistato, assieme al compagno di squadra Gaetano Letizia, dal Benevento, neopromosso in Serie A. Il 28 gennaio 2018 viene espulso con un cartellino rosso diretto dopo aver calciato volontariamente Niang nella partita Torino-Benevento terminata 3-0 per i granata.
Il 31 gennaio si trasferisce alla Sampdoria con la formula del prestito con opzione di riscatto. Esordisce in maglia blucerchiata il 13 maggio 2018 nel match interno perso per 2-0 contro il Napoli. Il 19 giugno viene acquistato a titolo definitivo dal club ligure.
Il 23 giugno 2019 viene ceduto in prestito con obbligo di riscatto ai ciprioti dell’APOEL.

#### Salernitana e ritorno all'APOEL
Il 25 settembre 2020, non essendo stato riscattato dall'APOEL, viene acquistato a titolo definitivo dalla Salernitana, diventandone il portiere titolare. Al termine della stagione di Serie B 2020-2021 raggiunge la promozione in Serie A con il club campano. Confermato titolare in massima serie, gioca 23 partite di campionato, salvo poi perdere il posto nel girone di ritorno, dopo l'arrivo di Luigi Sepe.
Il 27 giugno 2022 fa ritorno all’APOEL, questa volta a titolo definitivo.

### Nazionale
Dopo aver giocato 5 partite con l'Under-19, nel 2011 ottiene la prima convocazione in nazionale maggiore; l'esordio arriva invece il 7 giugno 2014 nell'amichevole Argentina-Slovenia (2-0).

## Statistiche

### Presenze e reti nei club
Statistiche aggiornate al 13 aprile 2025.
| Stagione           | Squadra            | Campionato         | Campionato | Campionato | Coppe nazionali | Coppe nazionali | Coppe nazionali | Coppe continentali | Coppe continentali | Coppe continentali | Altre coppe | Altre coppe | Altre coppe | Totale | Totale |
| Stagione           | Squadra            | Comp               | Pres       | Reti       | Comp            | Pres            | Reti            | Comp               | Pres               | Reti               | Comp        | Pres        | Reti        | Pres   | Reti   |
| ------------------ | ------------------ | ------------------ | ---------- | ---------- | --------------- | --------------- | --------------- | ------------------ | ------------------ | ------------------ | ----------- | ----------- | ----------- | ------ | ------ |
| 2009-2010          | Inter              | A                  | 0          | 0          | CI              | 0               | 0               | UCL                | 0                  | 0                  | SI          | 0           | 0           | 0      | 0      |
| 2010-2011          | Crotone            | B                  | 29         | -35        | CI              | 0               | 0               | -                  | -                  | -                  | -           | -           | -           | 29     | -35    |
| 2011-2012          | Crotone            | B                  | 21         | -33        | CI              | 3               | -4              | -                  | -                  | -                  | -           | -           | -           | 24     | -37    |
| Totale Crotone     | Totale Crotone     | Totale Crotone     | 50         | -68        |                 | 3               | -4              |                    | -                  | -                  |             | -           | -           | 53     | -72    |
| 2012-2013          | Inter              | A                  | 0          | 0          | CI              | 0               | 0               | UEL                | 3                  | -7                 | -           | -           | -           | 3      | -7     |
| 2013-2014          | Olhanense          | PL                 | 22         | -38        | CP+CdL          | 1+1             | -3 + -1         | -                  | -                  | -                  | -           | -           | -           | 24     | -42    |
| 2014-gen. 2015     | Konyaspor          | SL                 | 14         | -20        | TK              | 1               | -1              | -                  | -                  | -                  | -           | -           | -           | 15     | -21    |
| gen.-giu. 2015     | Inter              | A                  | 0          | 0          | CI              | 0               | 0               | -                  | -                  | -                  | -           | -           | -           | 0      | 0      |
| Totale Inter       | Totale Inter       | Totale Inter       | 0          | 0          |                 | 0               | 0               |                    | 3                  | -7                 |             | -           | -           | 3      | -7     |
| 2015-2016          | Carpi              | A                  | 30         | -41        | CI              | 0               | 0               | -                  | -                  | -                  | -           | -           | -           | 30     | -41    |
| 2016-2017          | Carpi              | B                  | 26+5       | -28 + -2   | CI              | 0               | 0               | -                  | -                  | -                  | -           | -           | -           | 31     | -30    |
| Totale Carpi       | Totale Carpi       | Totale Carpi       | 56+5       | -69 + -2   |                 | 0               | 0               |                    | -                  | -                  |             | -           | -           | 61     | -71    |
| 2017-gen. 2018     | Benevento          | A                  | 13         | -27        | CI              | 1               | -4              | -                  | -                  | -                  | -           | -           | -           | 14     | -31    |
| gen.-giu. 2018     | Sampdoria          | A                  | 2          | -5         | CI              | -               | -               | -                  | -                  | -                  | -           | -           | -           | 2      | -5     |
| 2018-2019          | Sampdoria          | A                  | 0          | 0          | CI              | 0               | 0               | -                  | -                  | -                  | -           | -           | -           | 0      | 0      |
| Totale Sampdoria   | Totale Sampdoria   | Totale Sampdoria   | 2          | -5         |                 | 0               | 0               |                    | -                  | -                  |             | -           | -           | 2      | -5     |
| 2019-2020          | APOEL              | A                  | 20+1       | -15 + -1   | CC              | 0               | 0               | UCL+UEL            | 6+7                | -4 + -11           | -           | -           | -           | 34     | -31    |
| 2020-2021          | Salernitana        | B                  | 34         | -34        | CI              | 2               | -1              | -                  | -                  | -                  | -           | -           | -           | 36     | -35    |
| 2021-2022          | Salernitana        | A                  | 23         | -49        | CI              | 1               | 0               | -                  | -                  | -                  | -           | -           | -           | 24     | -49    |
| Totale Salernitana | Totale Salernitana | Totale Salernitana | 57         | -83        |                 | 3               | -1              |                    | -                  | -                  |             | -           | -           | 60     | -84    |
| 2022-2023          | APOEL              | A                  | 23+9       | -12 + -10  | CC              | 4               | -5              | UECL               | 6                  | -5                 | -           | -           | -           | 42     | -32    |
| 2023-2024          | APOEL              | A                  | 26+10      | -16 + -8   | CC              | 0               | 0               | UECL               | 6                  | -6                 | -           | -           | -           | 42     | -30    |
| 2024-2025          | APOEL              | A                  | 26+5       | -25 + -4   | CC              | 2               | -2              | UCL+UEL+UECL       | 4+2+8              | -3 + -3 + -9       | SC          | 1           | 0           | 48     | -46    |
| Totale APOEL       | Totale APOEL       | Totale APOEL       | 120        | -91        |                 | 6               | -7              |                    | 39                 | -41                |             | 1           | 0           | 166    | -139   |
| Totale carriera    | Totale carriera    | Totale carriera    | 339        | -403       |                 | 16              | -21             |                    | 42                 | -48                |             | 1           | 0           | 398    | -472   |

### Cronologia presenze e reti in nazionale
| Cronologia completa delle presenze e delle reti in nazionale ― Slovenia | Cronologia completa delle presenze e delle reti in nazionale ― Slovenia | Cronologia completa delle presenze e delle reti in nazionale ― Slovenia | Cronologia completa delle presenze e delle reti in nazionale ― Slovenia | Cronologia completa delle presenze e delle reti in nazionale ― Slovenia | Cronologia completa delle presenze e delle reti in nazionale ― Slovenia | Cronologia completa delle presenze e delle reti in nazionale ― Slovenia | Cronologia completa delle presenze e delle reti in nazionale ― Slovenia |
| Data                                                                    | Città                                                                   | In casa                                                                 | Risultato                                                               | Ospiti                                                                  | Competizione                                                            | Reti                                                                    | Note                                                                    |
| ----------------------------------------------------------------------- | ----------------------------------------------------------------------- | ----------------------------------------------------------------------- | ----------------------------------------------------------------------- | ----------------------------------------------------------------------- | ----------------------------------------------------------------------- | ----------------------------------------------------------------------- | ----------------------------------------------------------------------- |
| 7-6-2014                                                                | La Plata                                                                | Argentina                                                               | 2 – 0                                                                   | Slovenia                                                                | Amichevole                                                              | -2                                                                      |                                                                         |
| 30-5-2016                                                               | Malmö                                                                   | Svezia                                                                  | 0 – 0                                                                   | Slovenia                                                                | Amichevole                                                              | -                                                                       |                                                                         |
| 5-6-2016                                                                | Lubiana                                                                 | Slovenia                                                                | 0 – 1                                                                   | Turchia                                                                 | Amichevole                                                              | -1                                                                      |                                                                         |
| 14-11-2016                                                              | Breslavia                                                               | Polonia                                                                 | 1 – 1                                                                   | Slovenia                                                                | Amichevole                                                              | -1                                                                      | 84’                                                                     |
| 23-3-2018                                                               | Klagenfurt                                                              | Austria                                                                 | 3 – 0                                                                   | Slovenia                                                                | Amichevole                                                              | -3                                                                      |                                                                         |
| 27-3-2018                                                               | Lubiana                                                                 | Slovenia                                                                | 0 – 2                                                                   | Bielorussia                                                             | Amichevole                                                              | -2                                                                      |                                                                         |
| 2-6-2018                                                                | Podgorica                                                               | Montenegro                                                              | 0 – 2                                                                   | Slovenia                                                                | Amichevole                                                              | -                                                                       |                                                                         |
| 6-9-2018                                                                | Lubiana                                                                 | Slovenia                                                                | 1 – 2                                                                   | Bulgaria                                                                | UEFA Nations League 2018-2019 - 1º turno                                | -2                                                                      |                                                                         |
| 9-9-2018                                                                | Nicosia                                                                 | Cipro                                                                   | 2 – 1                                                                   | Slovenia                                                                | UEFA Nations League 2018-2019 - 1º turno                                | -2                                                                      |                                                                         |
| 13-10-2018                                                              | Oslo                                                                    | Norvegia                                                                | 1 – 0                                                                   | Slovenia                                                                | UEFA Nations League 2018-2019 - 1º turno                                | -1                                                                      |                                                                         |
| 16-10-2018                                                              | Lubiana                                                                 | Slovenia                                                                | 1 – 1                                                                   | Cipro                                                                   | UEFA Nations League 2018-2019 - 1º turno                                | -1                                                                      |                                                                         |
| 16-11-2018                                                              | Lubiana                                                                 | Slovenia                                                                | 1 – 1                                                                   | Norvegia                                                                | UEFA Nations League 2018-2019 - 1º turno                                | -1                                                                      |                                                                         |
| 19-11-2018                                                              | Sofia                                                                   | Bulgaria                                                                | 1 – 1                                                                   | Slovenia                                                                | UEFA Nations League 2018-2019 - 1º turno                                | -1                                                                      |                                                                         |
| 7-10-2020                                                               | Lubiana                                                                 | Slovenia                                                                | 4 – 0                                                                   | San Marino                                                              | Amichevole                                                              | -                                                                       |                                                                         |
| 11-11-2020                                                              | Lubiana                                                                 | Slovenia                                                                | 0 – 0                                                                   | Azerbaigian                                                             | Amichevole                                                              | -                                                                       |                                                                         |
| 15-11-2020                                                              | Lubiana                                                                 | Slovenia                                                                | 2 – 1                                                                   | Kosovo                                                                  | UEFA Nations League 2020-2021 - 1º turno                                | -1                                                                      |                                                                         |
| 1-6-2021                                                                | Skopje                                                                  | Macedonia del Nord                                                      | 1 – 1                                                                   | Slovenia                                                                | Amichevole                                                              | -1                                                                      | 46’                                                                     |
| 4-6-2021                                                                | Capodistria                                                             | Slovenia                                                                | 6 – 0                                                                   | Gibilterra                                                              | Amichevole                                                              | -                                                                       | 15’                                                                     |
| 16-6-2023                                                               | Helsinki                                                                | Finlandia                                                               | 2 – 0                                                                   | Slovenia                                                                | Qual. Euro 2024                                                         | -2                                                                      |                                                                         |
| 21-3-2024                                                               | Ta' Qali                                                                | Malta                                                                   | 2 – 2                                                                   | Slovenia                                                                | Amichevole                                                              | -2                                                                      | 46’                                                                     |
| 4-6-2024                                                                | Lubiana                                                                 | Slovenia                                                                | 2 – 1                                                                   | Armenia                                                                 | Amichevole                                                              | -1                                                                      |                                                                         |
| Totale                                                                  |                                                                         | Presenze                                                                | 21                                                                      |                                                                         | Reti                                                                    | -24                                                                     |                                                                         |

## Palmarès

### Club

#### Competizioni giovanili
- Campionato Primavera: 1

Inter: 2006-2007
- Torneo di Viareggio: 1

Inter: 2008

#### Competizioni nazionali
- Coppa Italia: 1

Inter: 2009-2010
- Campionato italiano: 1

Inter: 2009-2010
- Campionato cipriota: 1

APOEL: 2023-2024
- Supercoppa di Cipro: 1

APOEL: 2024

#### Competizioni internazionali
- UEFA Champions League: 1

Inter: 2009-2010